# Bjørn Lomborg
Bjørn Lomborg (6 de janeiro de 1965)  é um escritor e cientista político dinamarquês, professor de estatística com doutorado em teoria dos jogos.
Professor adjunto do Copenhagen Business Scholl, diretor do Centro de Consenso de Copenhague e ex-diretor do Instituto de Avaliação Ambiental em Copenhague, tornou-se conhecido internacionalmente por seu best-seller e polêmico livro O Ambientalista Cético, lançado em 2002. Em 2006 editou How to Spend $50 Billion to Make the World a Better Place, em 2007 veio à luz seu outro livro, Cool It: The Skeptical Environmentalist's Guide to Global Warming, e em 2010 editou Smart Solutions to Climate Change: Comparing Costs and Benefits.
Em 2002, Lomborg e o Instituto de Avaliação Ambiental criaram o Consenso de Copenhague, financiado pelo governo dinamarquês e pela revista The Economist, com o objetivo de estabelecer as prioridades para promover o bem-estar global, utilizando metodologias baseadas na teoria da economia do bem-estar. Em 2006, com o apoio do governo, foi criado o Centro do Consenso de Copenhague. Em 2012 as verbas governamentais foram retiradas e o centro fechou, sendo reinstalado nos Estados Unidos. Em 2015 a Universidade da Austrália Ocidental estabeleceu uma parceria para abrir um centro australiano, mas a medida gerou controvérsia e foi descoberto que a ideia havia partido do governo, que havia feito pressão sobre a universidade com a oferta de financiamento. Os estudantes se reuniram para protestar não apenas pelos meios obscuros usados na transação, mas também porque a baixa reputação científica de Lomborg iria manchar a reputação do educandário. Parceiros científicos internacionais ameaçaram se retirar, formou-se um escândalo e o contrato foi anulado. Foi tentado um acordo com a Universidade Flinders, também rejeitado pelo corpo acadêmico.
Lomborg promove campanhas com uma posição anticientífica sobre as mudanças climáticas. Ele não nega a realidade do aquecimento global, mas se opõe ao Protocolo de Kyoto e outras medidas para reduzir as emissões de carbono no curto prazo, argumentando que nós deveríamos nos adaptar à elevação da temperatura porque é inevitável, e investir em pesquisa e desenvolvimento de longo prazo de soluções para problemas que considera mais importantes, como a pobreza, a poluição, a SIDA, malária e desnutrição. Lomborg acredita que a economia no futuro irá expandir e permitirá que as próximas gerações lidem as mudanças climáticas. Em entrevista a revista Veja ele defendeu suas posições, citando os seguintes exemplos:
- No final do século XXI, nossos filhos estarão algumas vezes mais ricos que nós, e não seria com eles que deveríamos estar mais preocupados, mas com os três quartos da população mundial que são pobres e passam dificuldades.
- A situação dos 12 mil habitantes de Tuvalu é triste, eles terão que se mudar. Mas, lembra, um igual número de pessoas morre a cada 7 horas e meia, vítimas de doenças infecciosas facilmente curáveis.
- Os Países Baixos têm 60% de sua população vivendo abaixo do nível do mar. O custo para solucionar o problema não chega a 1% do PIB. Nem o Rio de Janeiro nem Nova Iorque irão ficar submersas.

Seus livros e suas declarações têm recebido larga divulgação, e ele tem sido levado a sério por um grande público porque suas obras trazem uma grande quantidade de referências. A despeito disso, seu conteúdo de maneira geral é um embuste e não tem valor científico, porque essas referências foram checadas uma a uma por especialistas, descobrindo que em sua vasta maioria elas não sustentam o que Lomborg diz. O Comitê Dinamarquês para a Desonestidade Científica condenou O Ambientalista Cético como "claramente contrário aos padrões para prática da boa ciência", atendendo aos critérios para considerá-lo obra desonesta, embora pessoalmente o autor tenha sido considerado inocente por sua falta de competência científica. A decisão causou um escândalo nacional e foi revogada pelo Ministério da Ciência. O Comitê foi intimado a rever seu parecer mas negou-se. Dois anos depois os estudos produzidos pelo Instituto de Avaliação Ambiental foram considerados seriamente falhos e sua diretoria demitiu-se em protesto contra a liderança de Lomborg.
A respeitada revista Scientific American criticou O Ambientalista Cético convidando quatro especialistas para analisar os argumentos do autor. Suas conclusões concordam com as de inúmeros outros especialistas reputados, que consideram seus argumentos enganosos e indignos de crédito, usando dados limitados e interpretando-os distorcidamente fora do seu contexto, desprezando os consensos científicos internacionais, fazendo alegações sem base concreta e sem conhecimento do campo, e oferecendo uma visão otimista falsa sobre o real estado do mundo e do ambiente e as perspectivas futuras.
Lomborg admitiu que não é um especialista em problemas ambientais e tem uma carreira acadêmica paupérrima em termos de publicações científicas, publicando apenas um estudo em revista de peer review. Apesar da maciça rejeição da comunidade científica, ele tornou-se uma celebridade e as suas publicações têm sido de grande utilidade como um apoio pseudocientífico para que políticos, negacionistas do aquecimento global, antiambientalistas e corporações econômicas justifiquem sua recusa em adotar medidas para um crescimento sustentável e reduzir as emissões dos gases estufa que provocam o aquecimento global. Lomborg recebeu várias distinções de instâncias e organizações conservadoras ou financeiras, sendo eleito um dos Líderes Globais de Amanhã 2002 e Jovem Líder Global 2005 pelo Fórum Econômico Mundial, uma das 50 Estrelas da Europa pela revista Business Week, em 2004 foi considerado uma das 100 pessoas mais influentes do mundo pela revista Time, e em 2009 a revista Business Insider o incluiu na lista dos 10 Mais Respeitados Céticos do Aquecimento Global.